# Sirikit
Sirikit (tiếng Thái: สิริกิติ์; RTGS: Sirikit Kitiyakon listenⓘ); sinh 12 tháng 8, 1932), tên khai sinh Mom Rajawongse Sirikit Kitiyakara (tiếng Thái: สิริกิติ์ กิติยากร), là đương kim vương thái hậu của Thái Lan. Bà là vương hậu của vua Bhumibol Adulyadej (Rama IX) và là mẫu hậu của vua Maha Vajiralongkorn (Rama X). Bà đã gặp Quốc vương Bhumibol ở Paris, nơi cha bà đang làm đại sứ của Thái Lan. Bà và Quốc vương Bhumibol kết hôn vào năm 1950, ngay trước lễ đăng quang của Quốc vương Bhumibol. Sirikit được bổ nhiệm làm vương hậu nhiếp chính năm 1956. Vương hậu Sirikit có một người con trai và ba người con gái với Quốc vương Bhumibol. Bà cũng là Vương hậu trị vì lâu nhất trên thế giới. Vương hậu Sirikit bị đột quỵ vào ngày 21 Tháng Bảy năm 2012 và kể từ đó đã không xuất hiện trước công chúng.

## Thời thơ ấu và gia đình
Sirikit sinh ngày 12 tháng 8 năm 1932, tại nhà của Chúa Vongsanuprabhand - ông ngoại của bà. Bà là con gái cả và con thứ tư của vương tử Nakkhatra Mangkala Kitiyakara, con trai của vương tử Kitiyakara Voralaksana, và Mom Luang Bua Snidvongs (1909-1999). Tên của bà được đặt bởi Hoàng hậu Rambhai Barni Prajadhipok, có nghĩa là "sự vĩ đại của Kitiyakara".
Bà có ba anh chị em, hai anh em trai và một chị gái:
- Mom Rajawongse Galyanakit Kitiyakara, M.D. (ngày 20 tháng 9 năm 1929 – ngày 15 tháng 5 năm 1987)
- Mom Rajawongse Adulakit Kitiyakara (ngày 2 tháng 11 năm 1930 – ngày 5 tháng 5 năm 2004)
- Mom Rajawongse Busba Kitiyakara (ngày 2 tháng 8 năm 1934)

Sirikit được nuôi dưỡng bởi ông bà ngoại trong một năm sau khi sinh, cha bà đã tới Hoa Kỳ để làm việc như thư ký của Đại sứ quán Xiêm La tại Washington DC. Mẹ bà sang theo ba tháng sau đó. Khi bà một tuổi, cha mẹ bà trở về Thái Lan. Sirikit sống cùng với gia đình bà trong cung điện Deves, gần sông Chao Phraya, Băng Cốc.
Như những đứa trẻ, Sirikit thường đến thăm bà nội của mình. Một lần trong năm 1933, cô đi với công chúa Absornsaman Devakula sau tour du lịch Vua Prajadhipok ở Songkhla.

## Giáo dục
Năm bốn tuổi, Sirikit theo học tại trường Rajini (đôi khi được gọi là Trường của Vương hậu), nơi bà đã học ở cấp tiểu học. Trong thời gian đó chiến tranh Thái Bình Dương diễn ra. Băng Cốc bị đánh bom nhiều lần, đặc biệt là các tuyến đường sắt, làm cho du lịch không an toàn. Vì thế bà được chuyển đến trường Saint Francis Xavier Convent, nằm gần cung điện. Bà học tại Saint Xavier từ năm tiểu học thứ hai của mình thông qua các cấp trung học sớm.
Năm 1946, sau khi chiến tranh kết thúc, cha bà cùng gia đình chuyển đến Vương quốc Anh với tư cách là đại sứ Tòa St James. Sirikit sau đó đã hoàn thành chương trình giáo dục trung học. Trong khi ở Anh, bà học chơi piano và đã thành thạo tiếng Anh và tiếng Pháp. Bởi vì công việc của cha bà là một nhà ngoại giao, nên gia đình có chuyển sang các nước khác, bao gồm cả Đan Mạch và Pháp. Trong khi ở Pháp, bà theo học tại một học viện âm nhạc tại Paris.
Cũng tại Pháp, Sirikit gặp Quốc vương Bhumibol Adulyadej, hai người cũng có liên quan vì cả hai đều là con cháu của vua Chulalongkorn (Rama V). Tại thời điểm đó, Quốc vương Bhumibol đã lên ngôi và được học tập tại Thụy Sĩ. Bhumibol và Sirikit (cũng như một vài học sinh khác) được lưu trú tại Đại sứ quán Vương thất Thái Lan ở Paris. Sirikit đã đi cùng nhà vua khi ông đến thăm các điểm tham quan du lịch khác nhau, và từ những lần đó họ nhận ra rằng họ có nhiều điểm chung.

## Kết hôn

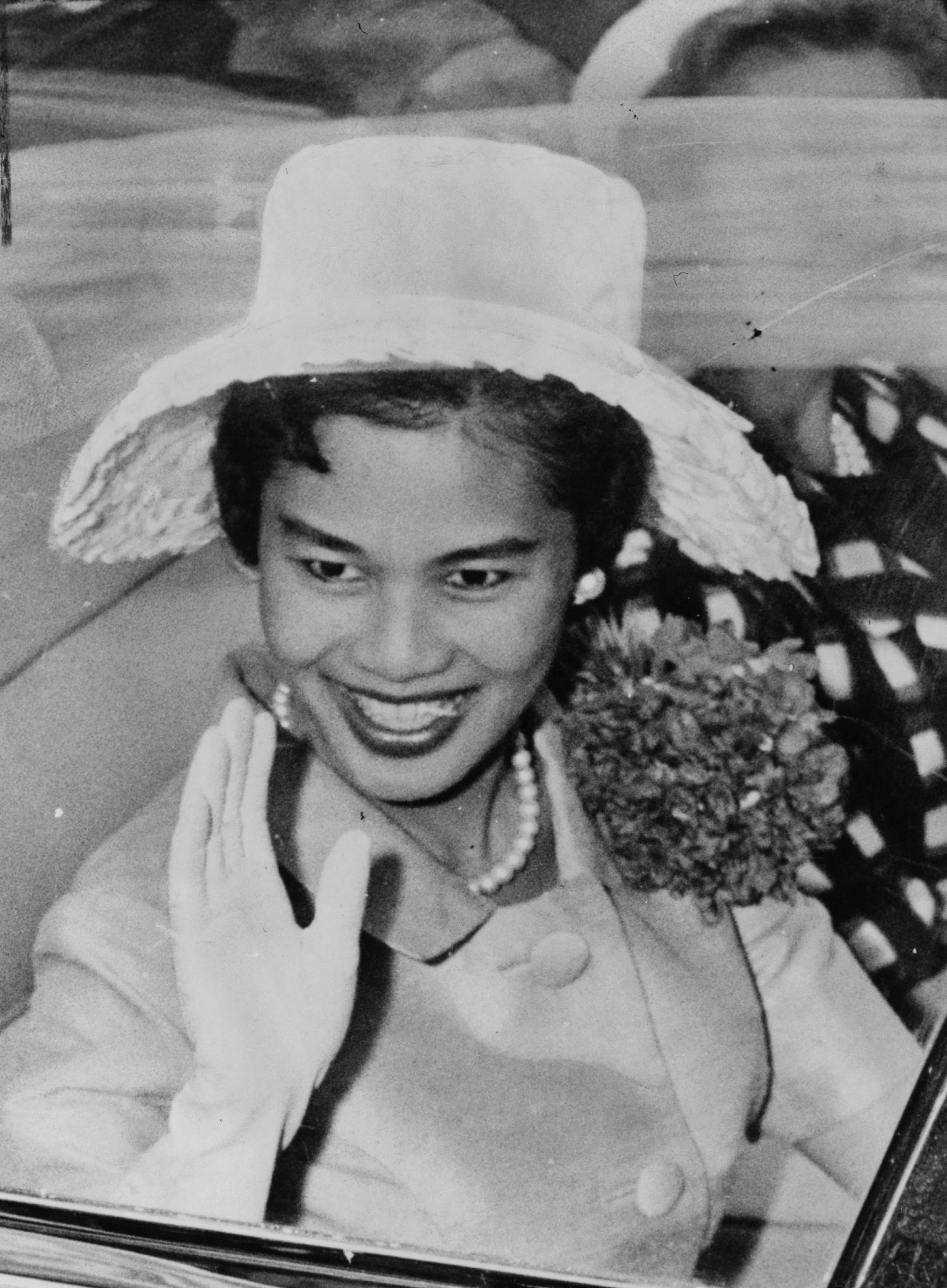
Vương hậu năm 1960

Ngày 04 tháng 10 năm 1948, trong khi Bhumibol Adulyadej lái Fiat Topolino trên đường Genève-Lausanne, ông va chạm vào phía sau của một chiếc xe tải phanh 10 km bên ngoài của Lausanne. Ông bị thương ở lưng và cắt giảm phát sinh trên khuôn mặt của mình mà khiến ông mất hầu hết các cảnh trong một mắt. Sau đó ông ta mặc một bộ phận giả ở mắt. Trong khi ông đã phải nhập viện ở Lausanne, Sirikit đến thăm ông thường xuyên. Cô đã gặp mẹ của mình, Công chúa mẹ Sangwan, người yêu cầu cô tiếp tục học gần đó để nhà vua có thể nhận biết mình tốt hơn. Bhumibol Adulyadej chọn một trường nội trú cho cô ở Lausanne, Riante Rive. Một cam kết yên tĩnh ở Lausanne tiếp trên 19 tháng 7 năm 1949, và cặp đôi này kết hôn vào ngày 28 Tháng 4 năm 1950, chỉ một tuần trước khi đăng quang.
Cuộc hôn nhân đã diễn ra tại Srapathum cung điện. Vương thái hậu Sri Savarindira chủ trì buổi lễ kết hôn. Cả nhà vua và Sirikit ký trên dòng 11 giấy chứng nhận của họ về hôn nhân. Khi cô chưa đủ 18 tuổi, cha mẹ cô cũng đã ký kết, trên dòng 12 trực thuộc chữ ký của mình. Sau đó, cô nhận được đặt hàng của nhà cung đình Chakri, và trở thành Vương hậu. Sau lễ đăng quang vào ngày 05 tháng 5 năm 1950, cả hai trở về Thụy Sĩ để tiếp tục nghiên cứu của họ, và quay trở lại Bangkok vào năm 1952.

### Hậu duệ
| Tên                  | Ngày sinh        | Hôn nhân Thời gian \| Vợ/chồng                            | Hôn nhân Thời gian \| Vợ/chồng | Các con                            | Các cháu                         |
| -------------------- | ---------------- | --------------------------------------------------------- | ------------------------------ | ---------------------------------- | -------------------------------- |
| Ubolratana Rajakanya | 5 tháng 4, 1951  | Ngày 29 tháng 7 năm 1981 Ly hôn năm 1998                  | Peter Ladd Jensen              | Ploypailin Jensen                  | Maximus Wheeler Leonardo Wheeler |
| Ubolratana Rajakanya | 5 tháng 4, 1951  | Ngày 29 tháng 7 năm 1981 Ly hôn năm 1998                  | Peter Ladd Jensen              | Poom Jensen                        |                                  |
| Ubolratana Rajakanya | 5 tháng 4, 1951  | Ngày 29 tháng 7 năm 1981 Ly hôn năm 1998                  | Peter Ladd Jensen              | Sirikitiya Jensen                  |                                  |
| Maha Vajiralongkorn  | 28 tháng 7, 1952 | Ngày 3 tháng 1 năm 1977 Ly hôn ngày 12 tháng 8 năm 1991   | Soamsawali Kitiyakara          | Công chúa Bajrakitiyabha           |                                  |
| Maha Vajiralongkorn  | 28 tháng 7, 1952 | Tháng 2 năm 1994 Ly hôn năm 1996                          | Yuvadhida Polpraserth          | Juthavachara Vivacharawongse       |                                  |
| Maha Vajiralongkorn  | 28 tháng 7, 1952 | Tháng 2 năm 1994 Ly hôn năm 1996                          | Yuvadhida Polpraserth          | Vacharaesorn Vivacharawongse       |                                  |
| Maha Vajiralongkorn  | 28 tháng 7, 1952 | Tháng 2 năm 1994 Ly hôn năm 1996                          | Yuvadhida Polpraserth          | Chakriwat Vivacharawongse          |                                  |
| Maha Vajiralongkorn  | 28 tháng 7, 1952 | Tháng 2 năm 1994 Ly hôn năm 1996                          | Yuvadhida Polpraserth          | Vatchrawee Vivacharawongse         |                                  |
| Maha Vajiralongkorn  | 28 tháng 7, 1952 | Tháng 2 năm 1994 Ly hôn năm 1996                          | Yuvadhida Polpraserth          | Công chúa Sirivannavari Nariratana |                                  |
| Maha Vajiralongkorn  | 28 tháng 7, 1952 | Ngày 10 tháng 2 năm 2001 Ly hôn ngày 11 tháng 12 năm 2014 | Srirasmi Suwadee               | Vương tử Dipangkorn Rasmijoti      |                                  |
| Maha Vajiralongkorn  | 28 tháng 7, 1952 | Ngày 1 tháng 5 năm 2019                                   | Suthida Tidjai                 |                                    |                                  |
| Maha Sirindhorn      | 2 tháng 4, 1955  | Không kết hôn                                             | Không kết hôn                  | Không kết hôn                      | Không kết hôn                    |
| Chulabhorn Walailak  | 4 tháng 7, 1957  | Năm 1982 Ly hôn năm 1996                                  | Virayudh Tishyasarin           | Công chúa Siribhachudabhorn        |                                  |
| Chulabhorn Walailak  | 4 tháng 7, 1957  | Năm 1982 Ly hôn năm 1996                                  | Virayudh Tishyasarin           | Công chúa Aditayadornkitikhun      |                                  |

## Chức vụ

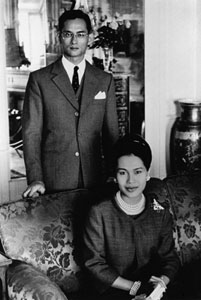
Bhumibol and Sirikit, 1963.

Khi nhà vua đã tiến hành giai đoạn truyền thống như một tăng sĩ Phật giáo vào năm 1956, vương hậu Sirikit lên nhiếp chính. Cô thực hiện nhiệm vụ của mình tốt đến nỗi cô được chính thức đặt tên nhiếp chính Thái Lan của Thái Lan và nhà vua đã cho cô danh hiệu "Somdet Phra Nang Chao Phra Sirikit Borommarachininat" vào ngày sinh nhật của mình, ngày 5 tháng 12 năm 1956. Cô trở thành nhiếp chính Vương hậu Xiêm thứ hai trong lịch sử Thái Lan. Người đầu tiên là Vương hậu Saovabha Phongsri của Xiêm La, người từng là nhiếp chính khi chồng vua Chulalongkorn đi du lịch đến châu Âu, và sau này trở thành Vương hậu Sri Patcharindra.

## Sức khỏe
Vào rạng sáng ngày 21 tháng 7 năm 2012 vương hậu Sirikit cảm thấy không ổn và loạng choạng khi tập thể dục tại Bệnh viện Siriraj, nơi vua Bhumibol Adulyadej cư trú. Một nhóm các bác sĩ xác định sau khi thực hiện chụp cộng hưởng từ đó cô đã phát sinh đột quỵ anischemic.
Vương hậu đã được điều trị và đã tự chế không xuất hiện trước công kể từ đó, bao gồm cả các khán giả lớn do chồng cô vào ngày sinh nhật thứ 85 của mình từ hội trường Ananta Samakhom trên 05 Tháng mười hai 2012.
Ngày 29 Tháng 11 năm 2016, cung điện thông báo rằng vương hậu đã được xuất viện và đã trở lại Cung điện Chitralada do phục hồi của cô.

## Tôn hiệu và huân chương

### Tôn hiệu
- 12 tháng 8 năm 1932 – 28 tháng 4 năm 1950: Mom Rajawongse Sirikit Kitiyakara (หม่อมราชวงศ์สิริกิติ์ กิติยากร)
- 28 tháng 4 năm 1950 – 5 tháng 5 năm 1950: Somdet Phra Rajini Sirikit (สมเด็จพระราชินีสิริกิติ์)
- 5 tháng 5 năm 1950 – 5 tháng 12 năm 1956: Somdet Phra Nang Chao Sirikit Phra Boromma Rajini (สมเด็จพระนางเจ้าสิริกิติ์ พระบรมราชินี, "vương hậu Sirikit")
- 5 tháng 12 năm 1956 – 13 tháng 10 năm 2016: Somdet Phra Nang Chao Sirikit Phra Borommarachininat (สมเด็จพระนางเจ้าสิริกิติ์ พระบรมราชินีนาถ)
- 13 tháng 10 năm 2016 – 4 tháng 5 năm 2019: Somdet Phra Nang Chao Sirikit Phra Borommarachininat ni Phra Bat Somdet Phra Poraminthra Maha Bhumibol Adulyadej (สมเด็จพระนางเจ้าสิริกิติ์ พระบรมราชินีนาถ ในพระบาทสมเด็จพระปรมินทรมหาภูมิพลอดุลยเดช, "vương hậu Sirikit của vua Bhumibol Adulyadej")
- 4 tháng 5 năm 2019 – nay: Somdet Phra Nang Chao Sirikit Phra Borommarachininat Phra Boromracha Chonnani Phanpi Luang (สมเด็จพระนางเจ้าสิริกิติ์ พระบรมราชินีนาถ พระบรมราชชนนีพันปีหลวง, "vương thái hậu Sirikit")

## Tổ tiên
| \| \| \| \| \| \| \| \| \| \| \| 8. Vua Chulalongkorn, Rama V của Xiêm La \| \| \| \| \| \| \| \| \| \| \| \| \| \| \| \| \| \| \| \| \| \| \| \| \| \| \| \| \| \| \| \| \| \| \| \| \| \| \| \| \| \| \| \| \| \| \| \| \| \| \| 4. Hoàng tử Kitiyakara Voralaksana, Hoàng tử của Chanthaburi I \| \| \| \| \| \| \| \| \| \| \| \| \| \| \| \| \| \| \| \| \| \| \| \| \| \| \| \| \| \| \| \| \| \| \| \| \| \| \| \| \| \| \| \| \| \| \| \| \| \| \| \| \| \| \| \| \| \| \| \| 9. Uam Bisalayaputra \| \| \| \| \| \| \| \| \| \| \| \| \| \| \| \| \| \| \| \| \| \| \| \| \| \| \| \| \| \| \| \| \| \| \| \| \| \| \| \| \| \| \| \| \| \| \| \| \| \| \| \| \| \| \| \| \| \| \| \| 2. Hoàng tử Nakkhatra Mangkala, Hoàng tử của Chanthaburi II \| \| \| \| \| \| \| \| \| \| \| \| \| \| \| \| \| \| \| \| \| \| \| \| \| \| \| \| \| \| \| \| \| \| \| \| \| \| \| \| \| \| \| \| \| \| \| \| \| \| \| \| \| \| \| \| \| \| \| \| 10. Hoàng tử Devan Udayawongse, Hoàng tử của Devawongse Varoprakar \| \| \| \| \| \| \| \| \| \| \| \| \| \| \| \| \| \| \| \| \| \| \| \| \| \| \| \| \| \| \| \| \| \| \| \| \| \| \| \| \| \| \| \| \| \| \| \| \| \| \| \| \| \| \| \| \| \| \| \| 5. Công chúa Apsarasaman Devakula \| \| \| \| \| \| \| \| \| \| \| \| \| \| \| \| \| \| \| \| \| \| \| \| \| \| \| \| \| \| \| \| \| \| \| \| \| \| \| \| \| \| \| \| \| \| \| \| \| \| \| \| \| \| \| \| \| \| \| \| 11. Yai Sucharitakul \| \| \| \| \| \| \| \| \| \| \| \| \| \| \| \| \| \| \| \| \| \| \| \| \| \| \| \| \| \| \| \| \| \| \| \| \| \| \| \| \| \| \| \| \| \| \| \| \| \| \| \| \| \| \| \| \| \| \| \| 1. Vương hậu Sirikit của Thái Lan \| \| \| \| \| \| \| \| \| \| \| \| \| \| \| \| \| \| \| \| \| \| \| \| \| \| \| \| \| \| \| \| \| \| \| \| \| \| \| \| \| \| \| \| \| \| \| \| \| \| \| \| \| \| \| \| \| \| \| \| 12. Hoàng tử Sai Snidvongs của Xiêm La \| \| \| \| \| \| \| \| \| \| \| \| \| \| \| \| \| \| \| \| \| \| \| \| \| \| \| \| \| \| \| \| \| \| \| \| \| \| \| \| \| \| \| \| \| \| \| \| \| \| \| \| \| \| \| \| \| \| \| \| 6. Sathan Snidvongs, Chaophraya Wongsanupraphat \| \| \| \| \| \| \| \| \| \| \| \| \| \| \| \| \| \| \| \| \| \| \| \| \| \| \| \| \| \| \| \| \| \| \| \| \| \| \| \| \| \| \| \| \| \| \| \| \| \| \| \| \| \| \| \| \| \| \| \| 13. Khian Sasisamit \| \| \| \| \| \| \| \| \| \| \| \| \| \| \| \| \| \| \| \| \| \| \| \| \| \| \| \| \| \| \| \| \| \| \| \| \| \| \| \| \| \| \| \| \| \| \| \| \| \| \| \| \| \| \| \| \| \| \| \| 3. Bua Snidvongs \| \| \| \| \| \| \| \| \| \| \| \| \| \| \| \| \| \| \| \| \| \| \| \| \| \| \| \| \| \| \| \| \| \| \| \| \| \| \| \| \| \| \| \| \| \| \| \| \| \| \| \| \| \| \| \| \| \| \| \| 14. Ruai Bunyathon \| \| \| \| \| \| \| \| \| \| \| \| \| \| \| \| \| \| \| \| \| \| \| \| \| \| \| \| \| \| \| \| \| \| \| \| \| \| \| \| \| \| \| \| \| \| \| \| \| \| \| \| \| \| \| \| \| \| \| \| 7. Bang Bunyathon, Thao Wanida Phicharini \| \| \| \| \| \| \| \| \| \| \| \| \| \| \| \| \| \| \| \| \| \| \| \| \| \| \| \| \| \| \| \| \| \| \| \| \| \| \| \| \| \| \| \| \| \| \| \| \| \| \| \| \| \| \| \| \| \| \| \| 15. Wae Na Bangxang \| \| \| \| \| \| \| \| \| \| \| \| \| \| \| \| \| \| \| \| \| \| \| \| \| \| \| \| \| \| \| \| \| \| \| \| \| \| \| \| \| \| \| |                                                                    |  |  |  |  |  |  |  |  |                                          |  |  |  |
| |                                                                    |  |  |  |  |  |  |  |  | 8. Vua Chulalongkorn, Rama V của Xiêm La |  |  |  |
| |                                                                    |  |  |  |  |  |  |  |  |                                          |  |  |  |
| |                                                                    |  |  |  |  |  |  |  |  |                                          |  |  |  |
| |                                                                    |  |  |  |  |  |  |  |  |                                          |  |  |  |
| | 4. Hoàng tử Kitiyakara Voralaksana, Hoàng tử của Chanthaburi I     |  |  |  |  |  |  |  |  |                                          |  |  |  |
| |                                                                    |  |  |  |  |  |  |  |  |                                          |  |  |  |
| |                                                                    |  |  |  |  |  |  |  |  |                                          |  |  |  |
| |                                                                    |  |  |  |  |  |  |  |  |                                          |  |  |  |
| | 9. Uam Bisalayaputra                                               |  |  |  |  |  |  |  |  |                                          |  |  |  |
| |                                                                    |  |  |  |  |  |  |  |  |                                          |  |  |  |
| |                                                                    |  |  |  |  |  |  |  |  |                                          |  |  |  |
| |                                                                    |  |  |  |  |  |  |  |  |                                          |  |  |  |
| | 2. Hoàng tử Nakkhatra Mangkala, Hoàng tử của Chanthaburi II        |  |  |  |  |  |  |  |  |                                          |  |  |  |
| |                                                                    |  |  |  |  |  |  |  |  |                                          |  |  |  |
| |                                                                    |  |  |  |  |  |  |  |  |                                          |  |  |  |
| |                                                                    |  |  |  |  |  |  |  |  |                                          |  |  |  |
| | 10. Hoàng tử Devan Udayawongse, Hoàng tử của Devawongse Varoprakar |  |  |  |  |  |  |  |  |                                          |  |  |  |
| |                                                                    |  |  |  |  |  |  |  |  |                                          |  |  |  |
| |                                                                    |  |  |  |  |  |  |  |  |                                          |  |  |  |
| |                                                                    |  |  |  |  |  |  |  |  |                                          |  |  |  |
| | 5. Công chúa Apsarasaman Devakula                                  |  |  |  |  |  |  |  |  |                                          |  |  |  |
| |                                                                    |  |  |  |  |  |  |  |  |                                          |  |  |  |
| |                                                                    |  |  |  |  |  |  |  |  |                                          |  |  |  |
| |                                                                    |  |  |  |  |  |  |  |  |                                          |  |  |  |
| | 11. Yai Sucharitakul                                               |  |  |  |  |  |  |  |  |                                          |  |  |  |
| |                                                                    |  |  |  |  |  |  |  |  |                                          |  |  |  |
| |                                                                    |  |  |  |  |  |  |  |  |                                          |  |  |  |
| |                                                                    |  |  |  |  |  |  |  |  |                                          |  |  |  |
| | 1. Vương hậu Sirikit của Thái Lan                                  |  |  |  |  |  |  |  |  |                                          |  |  |  |
| |                                                                    |  |  |  |  |  |  |  |  |                                          |  |  |  |
| |                                                                    |  |  |  |  |  |  |  |  |                                          |  |  |  |
| |                                                                    |  |  |  |  |  |  |  |  |                                          |  |  |  |
| | 12. Hoàng tử Sai Snidvongs của Xiêm La                             |  |  |  |  |  |  |  |  |                                          |  |  |  |
| |                                                                    |  |  |  |  |  |  |  |  |                                          |  |  |  |
| |                                                                    |  |  |  |  |  |  |  |  |                                          |  |  |  |
| |                                                                    |  |  |  |  |  |  |  |  |                                          |  |  |  |
| | 6. Sathan Snidvongs, Chaophraya Wongsanupraphat                    |  |  |  |  |  |  |  |  |                                          |  |  |  |
| |                                                                    |  |  |  |  |  |  |  |  |                                          |  |  |  |
| |                                                                    |  |  |  |  |  |  |  |  |                                          |  |  |  |
| |                                                                    |  |  |  |  |  |  |  |  |                                          |  |  |  |
| | 13. Khian Sasisamit                                                |  |  |  |  |  |  |  |  |                                          |  |  |  |
| |                                                                    |  |  |  |  |  |  |  |  |                                          |  |  |  |
| |                                                                    |  |  |  |  |  |  |  |  |                                          |  |  |  |
| |                                                                    |  |  |  |  |  |  |  |  |                                          |  |  |  |
| | 3. Bua Snidvongs                                                   |  |  |  |  |  |  |  |  |                                          |  |  |  |
| |                                                                    |  |  |  |  |  |  |  |  |                                          |  |  |  |
| |                                                                    |  |  |  |  |  |  |  |  |                                          |  |  |  |
| |                                                                    |  |  |  |  |  |  |  |  |                                          |  |  |  |
| | 14. Ruai Bunyathon                                                 |  |  |  |  |  |  |  |  |                                          |  |  |  |
| |                                                                    |  |  |  |  |  |  |  |  |                                          |  |  |  |
| |                                                                    |  |  |  |  |  |  |  |  |                                          |  |  |  |
| |                                                                    |  |  |  |  |  |  |  |  |                                          |  |  |  |
| | 7. Bang Bunyathon, Thao Wanida Phicharini                          |  |  |  |  |  |  |  |  |                                          |  |  |  |
| |                                                                    |  |  |  |  |  |  |  |  |                                          |  |  |  |
| |                                                                    |  |  |  |  |  |  |  |  |                                          |  |  |  |
| |                                                                    |  |  |  |  |  |  |  |  |                                          |  |  |  |
| | 15. Wae Na Bangxang                                                |  |  |  |  |  |  |  |  |                                          |  |  |  |
| |                                                                    |  |  |  |  |  |  |  |  |                                          |  |  |  |
| |                                                                    |  |  |  |  |  |  |  |  |                                          |  |  |  |